# Maserati GranCabrio
Maserati GranCabrio – samochód sportowy klasy wyższej produkowany przez włoską markę Maserati w latach 2010 – 2019.

## Historia i opis modelu

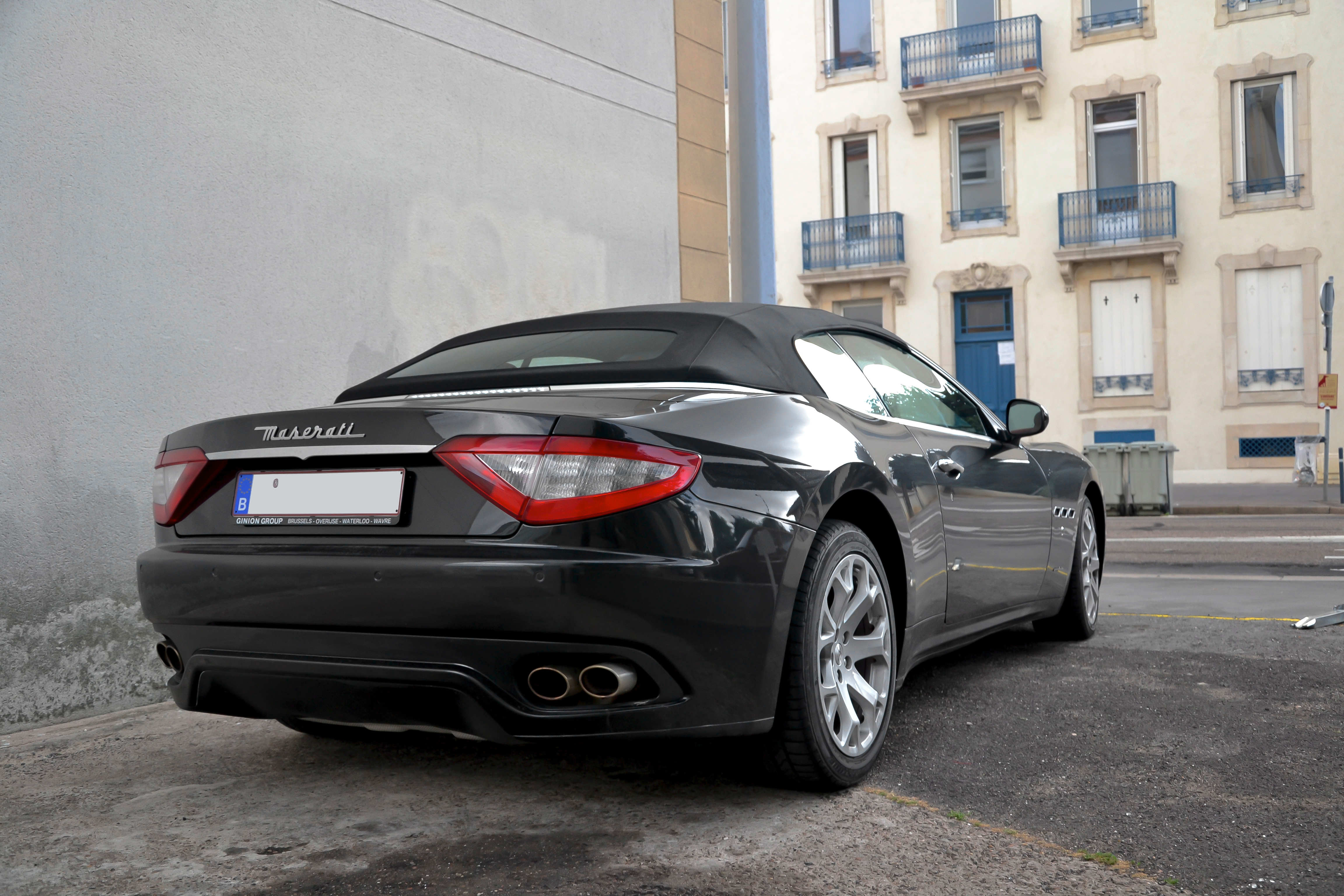
Maserati GranCabrio - tył

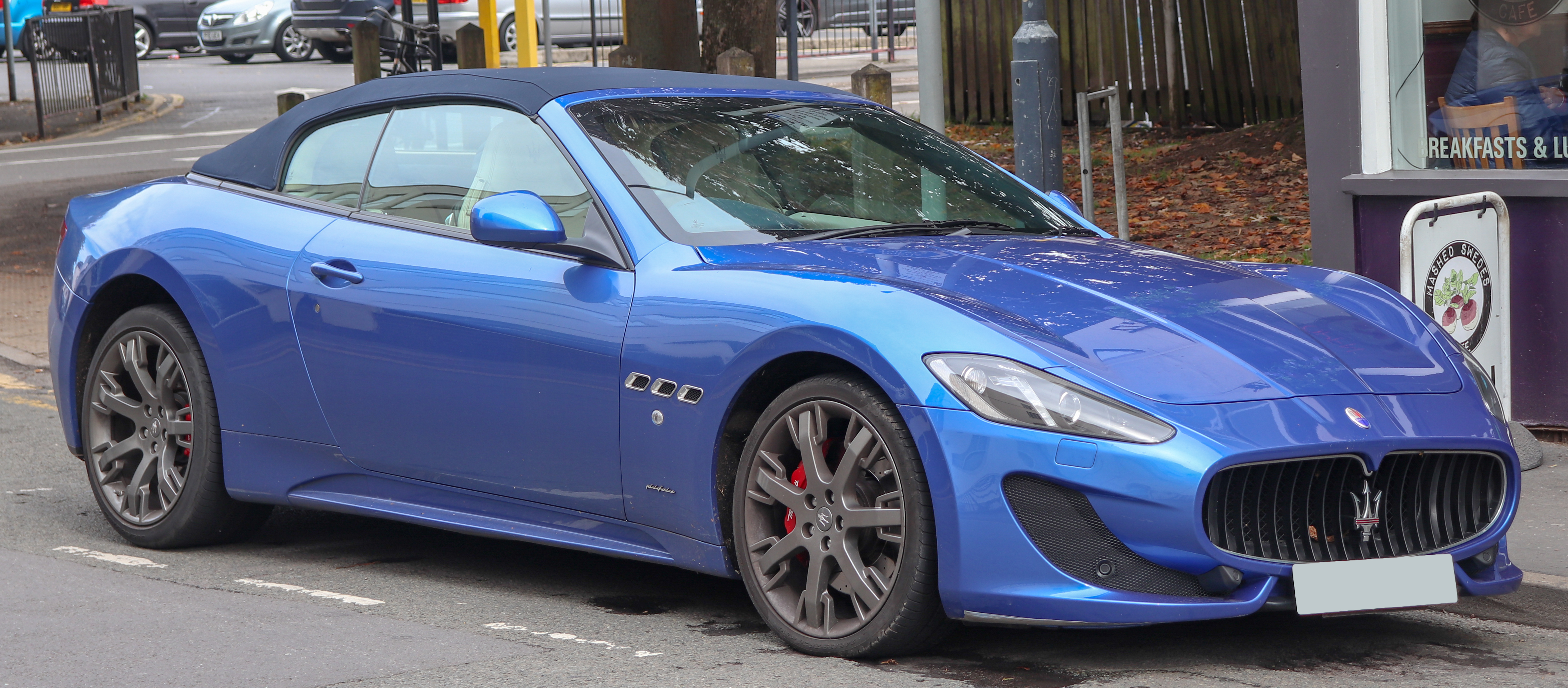
Maserati GranCabrio po liftingu

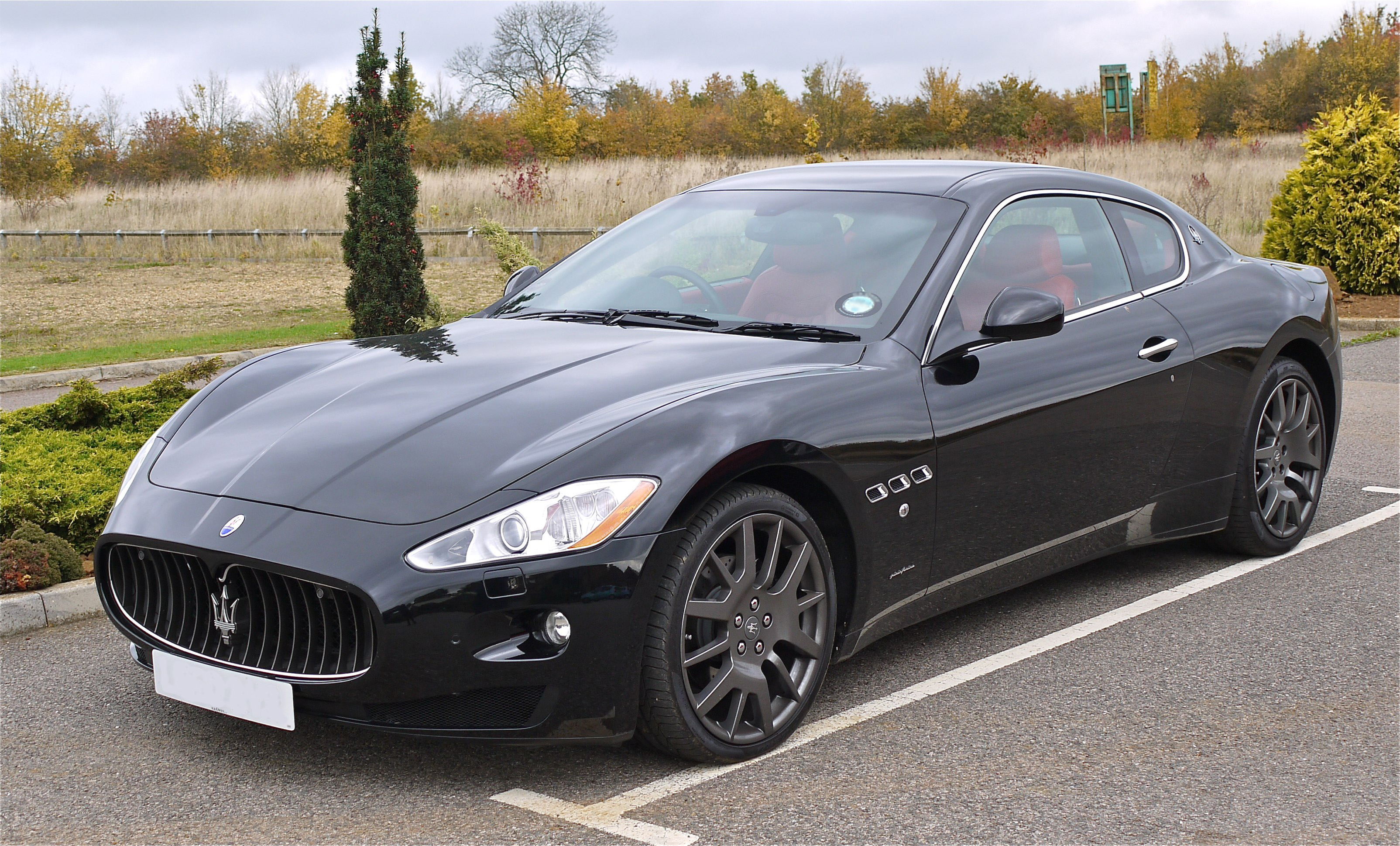
Maserati GranTurismo

Pojazd po raz pierwszy zaprezentowano podczas targów motoryzacyjnych we Frankfurcie w 2010 roku. Jest to wersja cabrio modelu GranTurismo.
W listopadzie 2019 roku Maserati przedstawiło pożegnalny egzemplarz GranTurismo Zeda, który powstał jako przypieczętowanie końca produkcji samochodu zarówno w wersji coupe, jak i cabriolet. Następca ma pojawić się na rynku, według dotychczasowych informacji od producenta, w 2021 roku.